# Liste der Stolpersteine in Tangstedt (Stormarn)
Die Liste der Stolpersteine in Tangstedt (Stormarn) enthält alle Stolpersteine, die im Rahmen des gleichnamigen Kunst-Projekts von Gunter Demnig in der Gemeinde Tangstedt im Kreis Stormarn verlegt wurden. Mit ihnen soll an Opfer des Nationalsozialismus erinnert werden, die in der Gemeinde lebten und wirkten.
Beide Steine wurden im April 2023 in der Einfahrt zum Gut Wulksfelde verlegt.
| Adresse                  | Person                       | Inschrift                                                                                             | Bild                                          | Anmerkungen |
| ------------------------ | ---------------------------- | --- | --------------------------------------------- | --- |
| Wulksfelder Damm 15–17 · | Czeslawa Jaglinski (Mutter)  | Hier arbeitete Czeslawa Jaglinski geb. Rozanski Jg. 1909 Polen Zwangsarbeit                           | Stolperstein für Czeslawa Jaglinski (Mutter)  | Das Ehepaar Jaglinski wurde zusammen mit ihren fünf Kindern aus Polen auf das Gut Wulksfelde zur Zwangsarbeit verschleppt. Während die Eltern und die vier älteren Geschwister den Krieg überlebten, verhungerte die jüngste Tochter kurz vor ihrem ersten Geburtstag. Nachdem sie zuerst auf dem Friedhof in Tangstedt beerdigt worden war, wurde sie später auf den Friedhof Ohlsdorf in Hamburg umgebettet. |
| Wulksfelder Damm 15–17 · | Czeslawa Jaglinski (Tochter) | Zwangsarbeiterlager Gut Wulksfelde Hier untergebracht Czeslawa Jaglinski geb. 24.4.1944 tot 23.4.1945 | Stolperstein für Czeslawa Jaglinski (Tochter) | Das Ehepaar Jaglinski wurde zusammen mit ihren fünf Kindern aus Polen auf das Gut Wulksfelde zur Zwangsarbeit verschleppt. Während die Eltern und die vier älteren Geschwister den Krieg überlebten, verhungerte die jüngste Tochter kurz vor ihrem ersten Geburtstag. Nachdem sie zuerst auf dem Friedhof in Tangstedt beerdigt worden war, wurde sie später auf den Friedhof Ohlsdorf in Hamburg umgebettet. |

## Nachweise
1. 1 2  Heike Linde-Lembke: Baby Czeslawa – Nazis ließen sie in Wulksfelde verhungern, abendblatt.de vom 5. April 2023, abgerufen am 1. Mai 2023

- Karte mit allen Koordinaten:
- OSM |
- WikiMap